# Taenaris farona
Taenaris farona är en fjärilsart som beskrevs av Hans Fruhstorfer 1912. Taenaris farona ingår i släktet Taenaris och familjen praktfjärilar. Inga underarter finns listade i Catalogue of Life.